# Dezinformacija
Dezinformacije so lažne informacije, ki so bile namerno razširjene z namenom zavajanja ljudi. Včasih se zamenjuje z napačnimi informacijami, ki so napačne le nenamerno. Dezinformacije so pogosto predstavljene v obliki lažnih novic, da se z njimi spodkopava nasprotnikov položaj ali verodostojnost. Dezinformiranje vsebuje tudi navajanje resničnih informacij na način, da te postanejo nekoristne.
Beseda 'dezinformacija' izhaja iz latinske predpone 'dis-' in 'informacija', kar pomeni odstranitev ali razveljavitev informacije. V angleških medijih naj bi beseda pričela prevladovati po ruski definiciji pojma v 50. letih 20. stoletja, čeprav so prve omembe te besede v angleških medijih zabeležene že leta 1877. Angleščina naj bi isti izraz prevzela iz ruskega 'дезинформация, dezinformatsiya'.